# Халчени (Јаши)
Халчени (рум. Hălceni) насеље је у Румунији у округу Јаши у општини Шипоте. Oпштина се налази на надморској висини од 78 m.

## Становништво
Према подацима из 2002. године у насељу је живело 867 становника, од којих су сви румунске националности.